# Raabe
Raabe är ett efternamn, som burits av bland andra:
- Halfdan Raabe
- Jens Raabe
- Joseph Ludwig Raabe
- Max Raabe
- Peter Raabe
- Sigrid Raabe
- Wilhelm Raabe